# Chiński hip-hop
Chiński hip-hop znany także jako C-rap – stosunkowo nowe zjawisko w chińskiej muzyce; „hip-hop pojawił się w Pekinie około 2000 roku, ale jego korzenie sięgają późnych lat 80.” Najwcześniejsze inspiracje hip-hopowe w Pekinie przyszły razem z filmami Wild Style (1982) i Breakin’ (1984), które dotarły tu dzięki handlowi i turystyce pomiędzy Chinami a Japonią i Hongkongiem. Chińskie słowo określające rap – shuōchàng (chin. upr. 说唱, dosłownie: opowiadanie, narracja) to termin, którym opisuje się tradycyjne gatunki opowieści śpiewanych.

## Pochodzenie i rozwój
Pierwszy utwór rapowy nagrał we wczesnych latach 80. pochodzący z Tajwanu Harlem Yu. Na początku lat 90. L.A. Boyz zapoczątkowali trend, który rozprzestrzenił się na Tajwan i resztę chińskiego świata. Wczesne młodzieżowe grupy raperskie jak The Party czy TTM były jednocześnie undergroundowe i mainstreamowe. Pod koniec lat 90. wpływowe stały się Hongkong’s Softhard oraz LMF, mimo że posługiwały się dialektem kantońskim, obcym w regionach używających mandaryńskiego. W tym samym czasie tajwańscy raperzy MC HotDog, Da Xi Men, Da Zhi zyskiwali popularność w Chinach kontynentalnych.
Kiedy w 2002 roku pojawił się film Eminema 8. mila, sztuka freestyle’u zyskała popularność w Chinach. Filmy odegrały ogromną rolę, rozwijając kulturę hip-hopową w Chinach – od muzyki samej w sobie, do tańca, sztuki graffiti oraz stylu ubierania się. „Po protestach na placu Tian’anmen w 1989 roku, zainteresowanie hip-hopem spadło, gdyż celem rządu było odnowienie czci dla tradycyjnej kultury chińskiej i socjalizmu”, a „rząd nadal sprawuje ścisłą kontrolę nad licencjami radiowymi”. Jednakże warta uwagi jest rola przechwyconych „Dakou CD” – „nadwyżki płyt CD wytłoczonych na Zachodzie, która miała zostać zniszczona, ale zamiast tego została przeszmuglowana do Chin i sprzedana na czarnym rynku”. The Lab to „niezależne studio, które wychowuje kulturę hip-hopową i uczy ambitnych młodych MC o stylach muzyki, które nie trafiają do radia”.
Dana Burton, Amerykanka, która przybyła do Chin w 1999 roku nawiązała kontakty z klubami w Szanghaju i w tamtym czasie uzyskała zgodę na granie hip-hopu w jednym z nich. Hip-hop znalazł tu swoich naśladowców, a z czasem w klubie zaczęto grać tylko hip-hop. Coraz więcej klubów grających tylko hip-hop pojawiało się od tamtej pory. W 2001 roku Burton zorganizowała Iron Mic – doroczną bitwę raperską, zachęcając tym samym do większej dozy freestyle’u, a nie występów stylem przypominających karaoke.
Burton wspomina:

Kilku raperów których spotkałam, początkowo rapowało po angielsku. Powiedziałam: „chcę usłyszeć jak rapujesz”, a oni zaczęli robić to w stylu karaoke, powtarzając kilka wersów Eminema czy Naughty by Nature. Dla mnie, Amerykanki, było to tak dziwne; nie możesz używać cudzych tekstów, tego się po prostu nie robi. Ale tu jest inna kultura. Oni lubią karaoke i powtarzanie cudzych piosenek.

W 2003 roku Mel „Herbie” Kent, brytyjski didżej osiadły w Chinach wyprodukował „Serve the people” chińskiej grupy („Hidden”). Dzisiaj działa tu „ponad 300 chińskich raperów, didżejów, tancerzy oraz artystów graffiti”. Kyle Ching „Amerykanin, który do Chin przybył z Los Angeles, by wykorzystać rozkwit chińskiego biznesu, pracuje nad debiutanckim albumem szanghajskiego, wielonarodowego trio „Red Star”.
Artyści tacy jak THP Family, Vivi (Haidao), D Evil, Hi Bomb, Dragon Tongue i Yin Ts’ang to centralne postacie nurtu. Yin Ts’ang był pierwszą grupą, która podpisała kontrakt płytowy i wydała pełny album na kontynencie (2003). Wyprodukował i współtworzył go Mel „Herbie” Kent. Zawiera on również pierwszy chiński utwór w stylu Jungle/drum’n’bass. Inni popularni artyści oraz grupy to Dai Bing, ABD, MP4, Kungfoo Impulsion, Sha Zhou oraz LMF, która teraz zawiesiła działalność. Niedawno pojawili się Sbazzo, Young Kin, MC Koz oraz Young Cee (Black Box Records). Kilka stron internetowych stało się obecnie platformami, które promują zagraniczny hip-hop w Chinach, podobnie jak działający w sieci kanał telewizyjny hiphop2china (http://www.hiphop2china.tv).
Raperzy mający chińskie korzenie osiągnęli znaczący sukces w Stanach Zjednoczonych, jednym z nich jest urodzony w Miami członek składu NY-106 and Park – Jin, który rapuje zarówno po angielsku, jak i kantońsku. Inną chińsko-amerykańską grupą byli rapujący po angielsku Moutain Brothers – grupa założona w 1990 roku w Filadelfii. Pochodzący z Florydy „Smilez and Southstar” działający pod szyldem wytwórni Trans Continental Records oraz hongkoński hiphopowiec Edison Chen również zdobyli sporą popularność w Stanach.
Chiński didżej Gary Wang zauważa: „Wydaje mi się, że jeszcze nie mamy chińskiego stylu. Jeśli chcecie, żebym powiedział, czym jest chiński styl, powiedziałbym, że to młode dzieciaki, które teraz naprawdę uwielbiają rzeczy z Zachodu. Za 10, 15 lat, może wtedy będą miały swój styl”. Hip-hop jest najczęściej wykonywany w języku angielskim, a wielu uważa, że chiński nie jest dla niego odpowiedni; „ludzie mówią, że po prostu nie da się rapować po chińsku, że chiński dla rapu się nie nadaje… Chiński nie jest odpowiedni dla muzyki rap, bo jest językiem tonalnym”. Sporo miejsca w adaptowaniu hip hopu do chińskich warunków zajmuje „zachęcanie chińskich raperów, by rapowali po chińsku”.
Jeden z undergroundowych chińskich artystów, Hu Xuan wszystkie utwory na swojej płycie nagrał w Kunminghua, lokalnym dialekcie używanym w rejonie Kunming. „Jeden raper wyrzuca z siebie słowa z charakterystycznym pekińskim akcentem, atakując innego za to, że niepoprawnie używa mandaryńskiego. Jego przeciwnik z Hongkongu odszczekuje zgodnie z rytmem w trójjęzycznym potoku słów kantońskich, angielskich i mandaryńskich, zarzucając raperowi z Pekinu, że nie reprezentuje ludzi”.

## Breakdance
Pīlìwǔ (chin. upr. 霹雳舞, dosłownie taniec piorunów lub breakdancing) postrzegany jest jako jeden z typów „tańca ulicznego” (jiēwǔ, chin. upr. 街舞). Breakdance sporadycznie pojawiał się Chinach od lat 80., ale nigdy nie zdobył dużej popularności. Ostatnio, w związku z napływem Koreańczyków, inspirowane Zachodem wpływy koreańskie zaczęły odgrywać coraz większą rolę w rozwoju chińskiej popkultury, szczególnie w Pekinie. Każda lokalna scena breakdance’owa (czy Bboy) trochę się różnią. Najwcześniej kultura hip-hopowa pojawiła się w Guangzhou (Kanton) i w związku z tym, ta scena najmocniej odwołuje się do korzeni. W Szanghaju b-boying od razu został usystematyzowany – powstało wiele lokalnych szkół breakdance’u.